# Лапча (река, впадает в Восточно-Сибирское море)
Лапча — река в Аллаиховском улусе Якутии (Россия). Длина реки — 204 км, площадь водосборного бассейна составляет 3710 км².
Начинается восточнее озера Ургюер под названием Баргарах, течёт на юго-восток, пересекая гряду Токур-Урдюк. У озера Бырдах-Кюёль поворачивает на юг, сохраняет это направление до озера Кюлюмер, потом направляется на запад. После впадения реки Аччыгый-Лапча течёт на северо-запад со скоростью 0,2 м/с, меандрирует. В низовьях протекает через несколько озёр. Впадает в Хромскую губу Восточно-Сибирского моря, образуя эстуарий.

## Притоки
Объекты перечислены по порядку от устья к истоку.
- 10 км: протока Родиона[2] (пр)
- 30 км: Эргитер-Сане[2] (пр)
- 32 км: Бёрё-Улуйбут[2] (лв)
- 48 км: Тастах[2] (лв)
- 119 км: Иннях[7] (пр)
- 135 км: Аччыгый-Лапча[7] (лв)

## Данные водного реестра
По данным государственного водного реестра России относится к Ленскому бассейновому округу, речной бассейн — Индигирка, водохозяйственный участок — реки бассейна Восточно-Сибирского моря от мыса Святой Нос на западе до границы бассейна реки Индигирки на востоке.
Код объекта в государственном водном реестре — 18050000512117700034362.